# Municipalité du district de Švenčionys
La municipalité du district de Švenčionys (en lituanien : Švenčionių rajono savivaldybė) est l'une des soixante municipalités de Lituanie. Son chef-lieu est Švenčionys.

## Seniūnijos de la municipalité du district de Švenčionys
- Adutiškio seniūnija (Adutiškis)
- Cirkliškio seniūnija (Cirkliškis)
- Kaltanėnų seniūnija (Kaltanėnai)
- Labanoro seniūnija (Labanoras)
- Magūnų seniūnija (Magūnai)
- Pabradės seniūnija (Pabradė)
- Pabradės miesto seniūnija (Pabradė)
- Sarių seniūnija (Sariai)
- Strūnaičio seniūnija (Naujas Strūnaitis)
- Svirkų seniūnija (Svirkos)
- Švenčionėlių seniūnija (Švenčionėliai)
- Švenčionėlių miesto seniūnija (Švenčionėliai)
- Švenčionių seniūnija (Švenčionys)
- Švenčionių miesto seniūnija (Švenčionys)

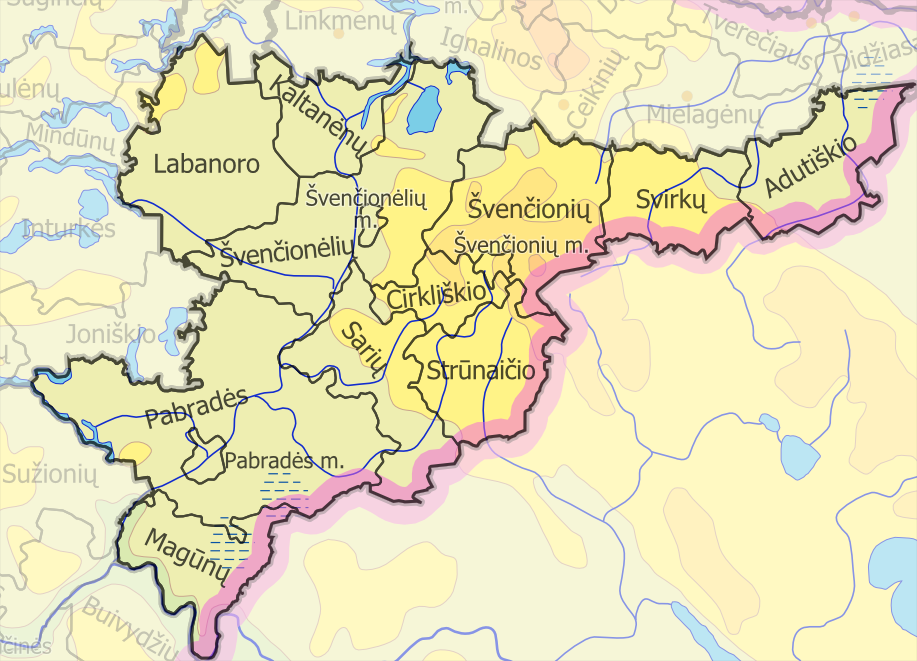
Seniūnijos de la municipalité du district de Švenčionys.